# John A. Stormer
Pour les articles homonymes, voir Stormer.
John A. Stormer est un essayiste anti-communiste et pasteur protestant américain né le 9 février 1928 à Altoona (Pennsylvanie) et mort le 10 juillet 2018 à  Troy (Missouri).

## Biographie
Son livre None Dare Call It Treason (1964) fut une meilleure vente aux États-Unis avec 7 millions d'exemplaires vendus.
Il est membre de la John Birch Society.

## Ouvrages
- None Dare Call It Treason, 1964
- The Anatomy of a Smear, 1968
- The Death of a Nation, 1968
- Growing Up God's Way, 1984
- None Dare Call It Treason...25 Years Later, relié 1990, broché 1992
- None Dare Call It Education, 1998
- Betrayed By The Bench, 2005